# Moure (Vila Verde)
Moure ist eine Gemeinde im Norden Portugals.
Moure gehört zum Kreis Vila Verde im Distrikt Braga, besitzt eine Fläche von 4,5 km² und hat 1378 Einwohner (Stand 19. April 2021).